# Molen Van den Borre
De Molen Van den Borre of Van den Borres Molen is een watermolen in het dorp Strijpen, deelgemeente van de stad Zottegem. De molen ligt aan de Traveinsbeek, driehonderd meter ten zuiden van de kerk van Strijpen.
Van den Borres Molen werd opgericht tussen 1148 en 1171 door de abdij van Mont-Saint-Martin uit Gouy (in het huidige departement Aisne in Noord-Frankrijk), die vanaf de 12de eeuw het patronaatsrecht had over de dorpskerk en in het dorp een priorij oprichtte. Uit een pachtcontract voor de schepenen van Gent in 1429 blijkt dat de molen toen particulier bezit was. De molenaar moest pacht betalen aan de eigenaar en een vergoeding vanwege het stuwrecht aan de heren van Zottegem. De molen wordt in 1571 vermeld in het penningkohier van Strijpen; toen verpachtte Gauthier Alaert de molen aan de erfgenamen van Lieven Schauvlieghe. In 1580 werd de molen, samen met de kloosterboerderij, verwoest door de Gentse calvinisten. Pas in 1623 was de molen heropgebouwd, een siersteen met dat jaartal ingemetseld boven de ingang getuigt hiervan. In 1655 werd de molen opnieuw vernield, nu door Franse troepen.  
Uit het proces-verbaal van afpaling van de gemeente Strijpen uit 1823 blijkt dat er graan werd gemalen maar dat men te kampen had met gebrek aan water zodat de molen moeite had te concurreren met windmolens.
In 1880 werd de houten kamwieloverbrenging vervangen door gietijzeren conische wielen. In 1889 werd door de molenaar een stoommachine geplaatst. Die werd later vervangen door een armgasmotor op antracietkolen, na de Tweede Wereldoorlog door een Lister-dieselmotor en in 1959 door een Porsche-landbouwtractor. De molen werd na de Eerste Wereldoorlog ook gebruikt om elektriciteit op te wekken. Het metalen bovenslagrad heeft een diameter van 3,80 meter en is 0,9 meter breed. 
In 1981 werd de Molen Van den Borre erkend als monument en als dorpsgezicht beschermd. Na het overlijden van de laatste molenaars, de broers Gerard en Raphaël De Muyter, in 2014 werd de molen in 2015 verkocht. De nieuwe eigenaars restaureerden de molen en houden hem maalvaardig. Een beheersplan werd in oktober 2017 goedgekeurd door het agentschap Onroerend Erfgoed van de Vlaamse overheid .

## Afbeeldingen

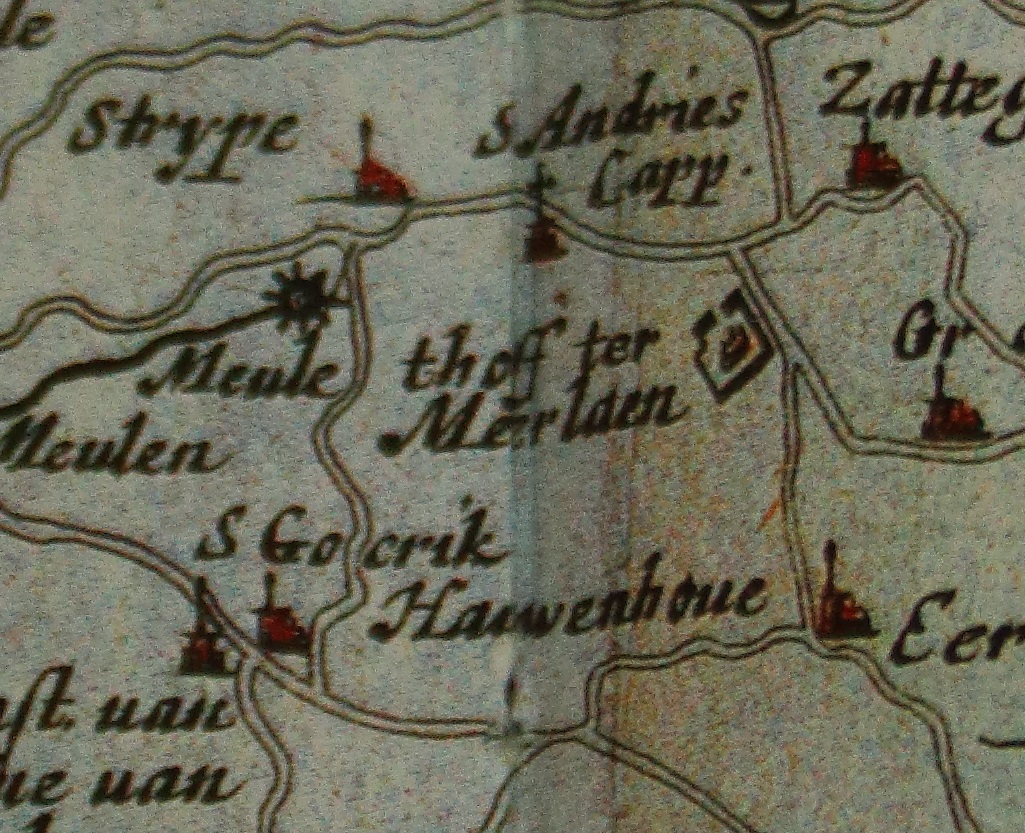
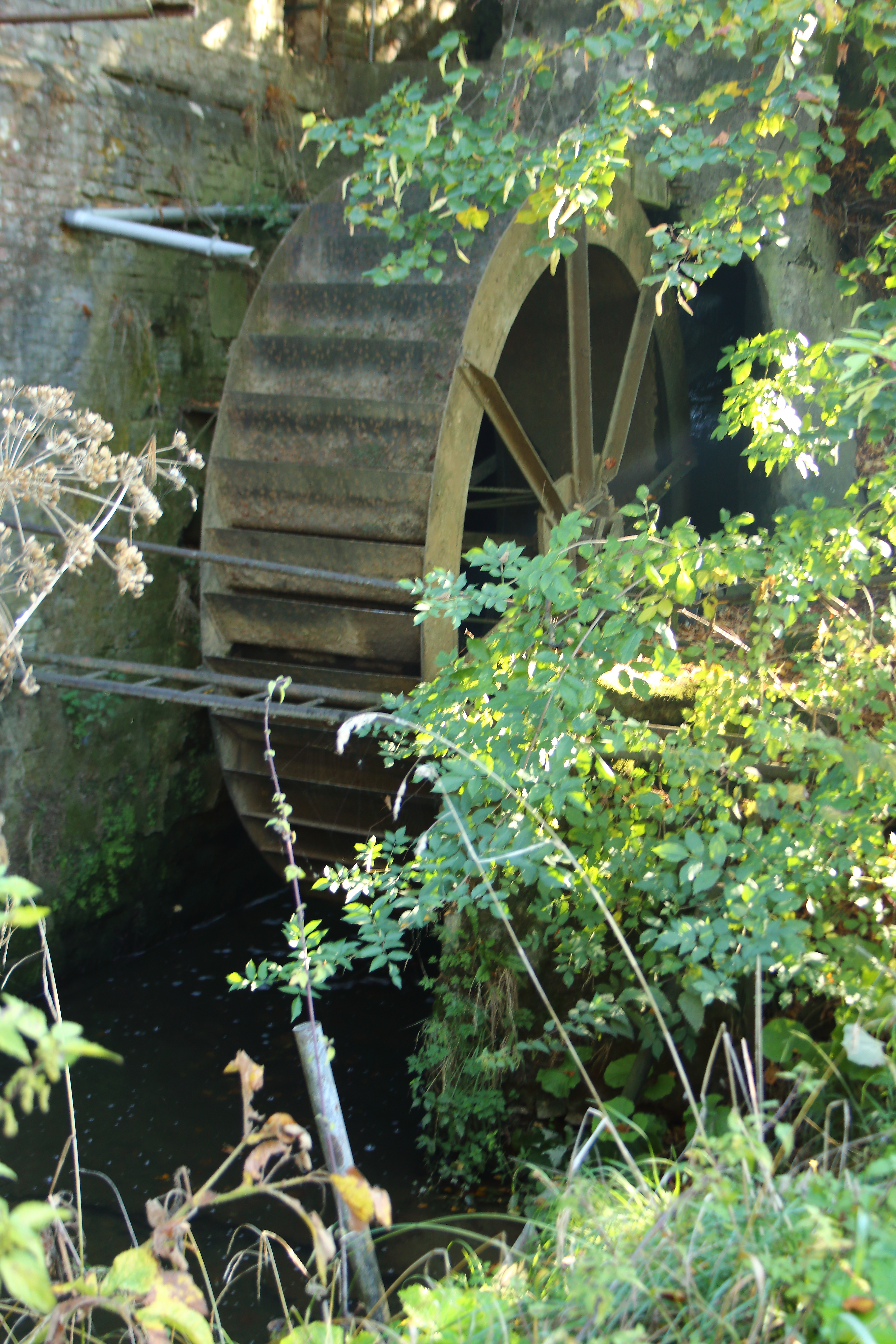
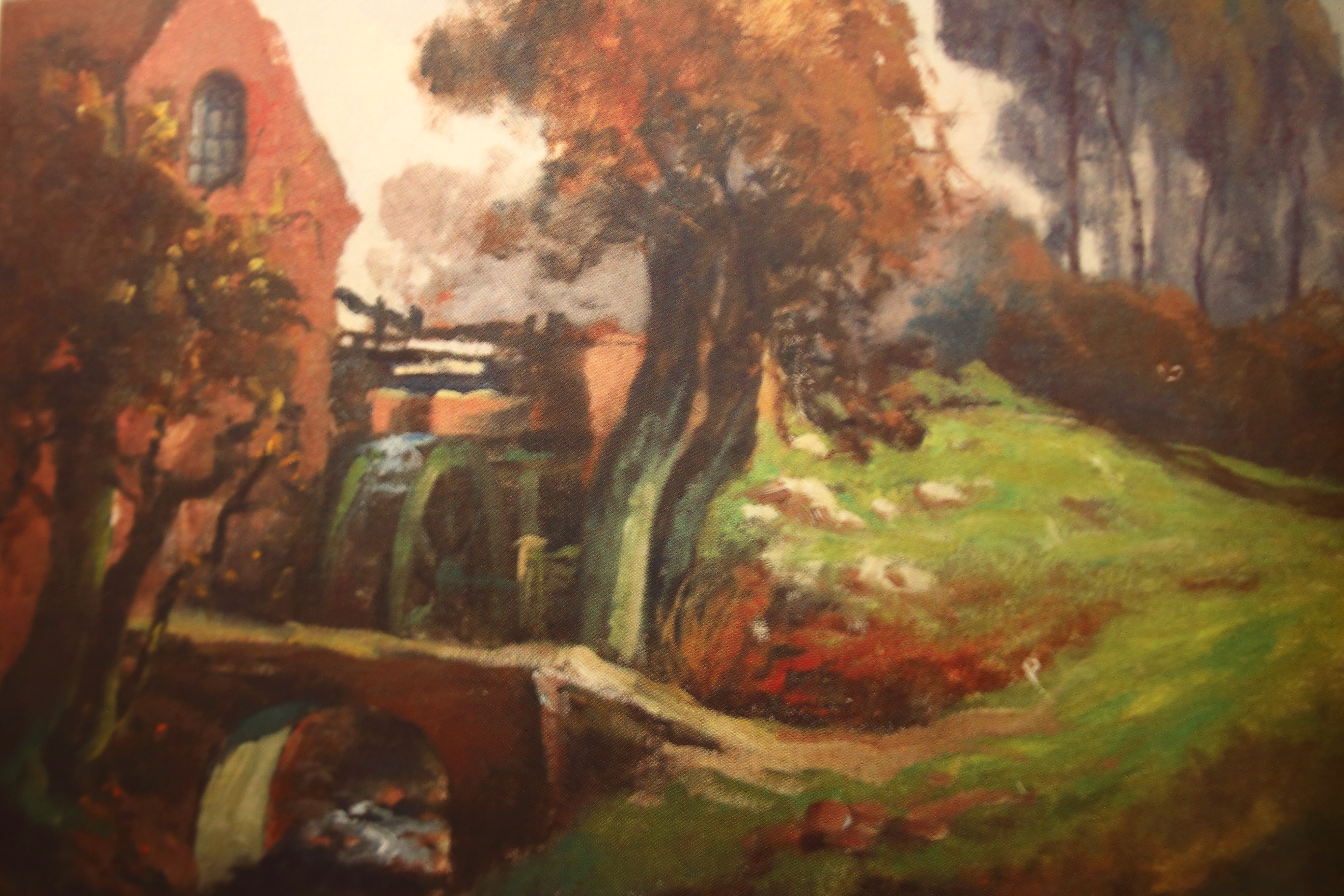
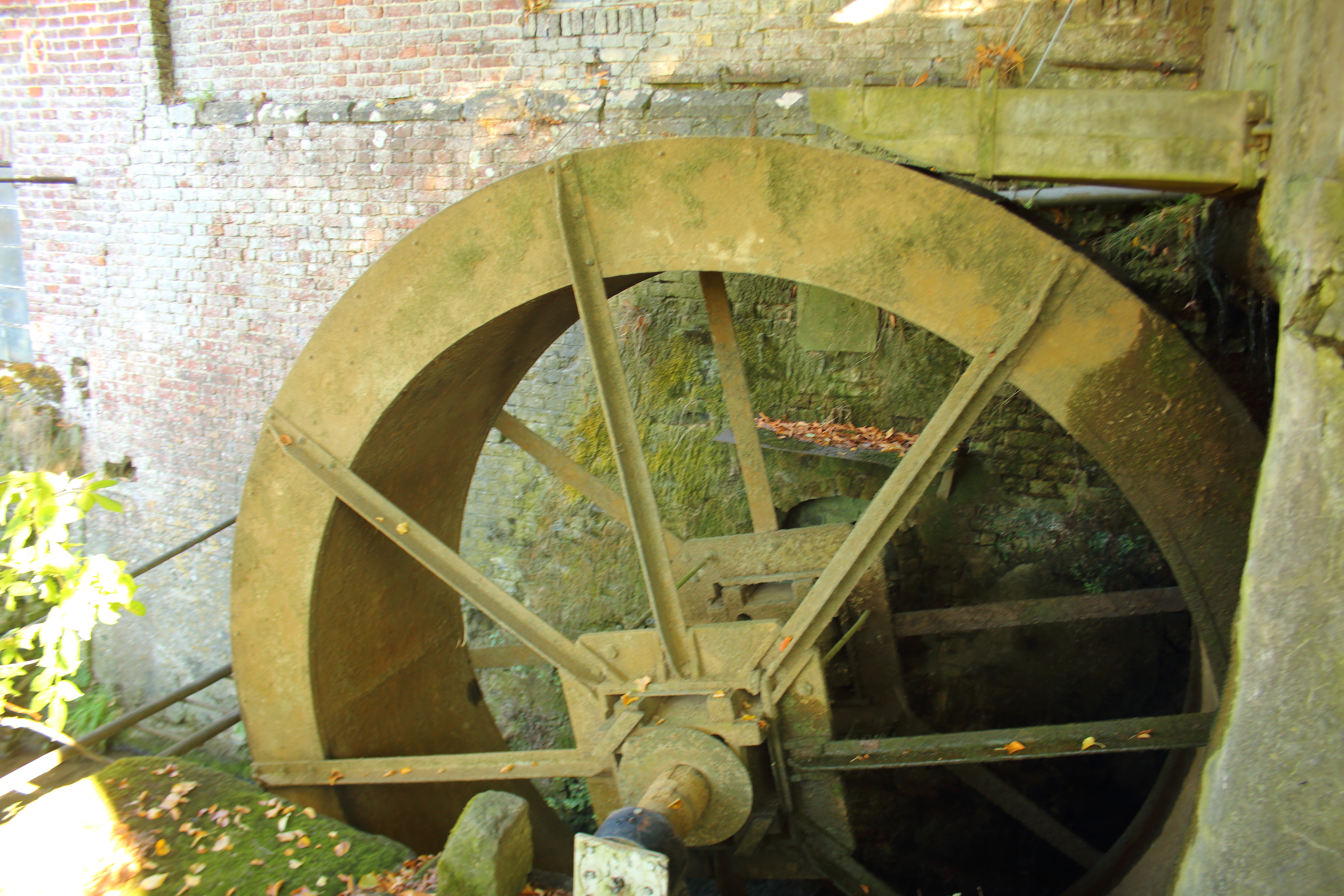
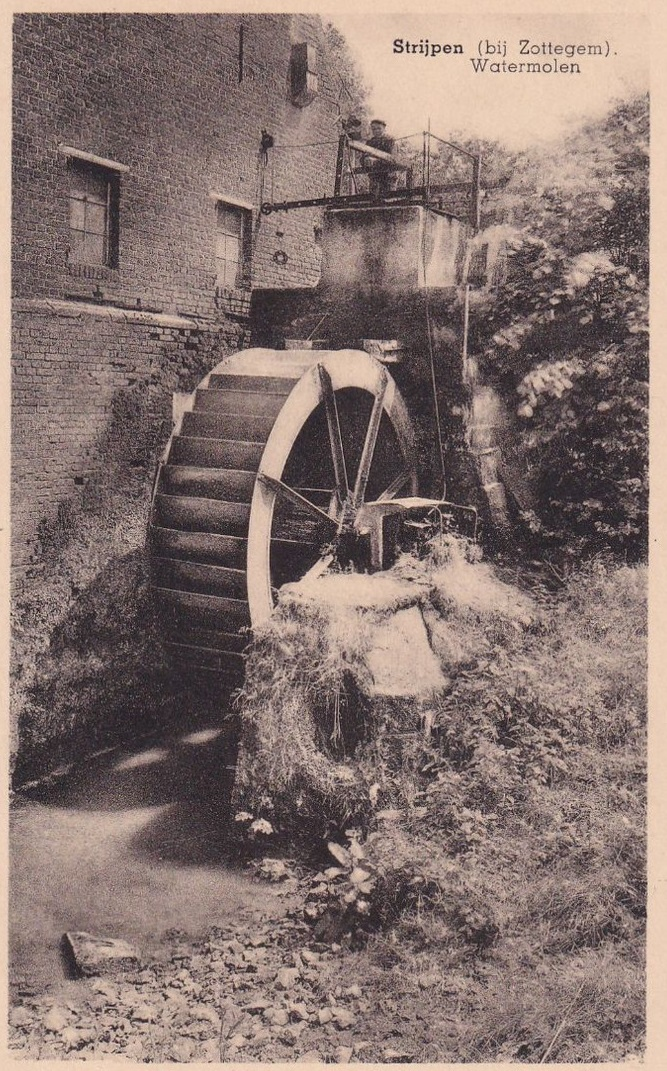
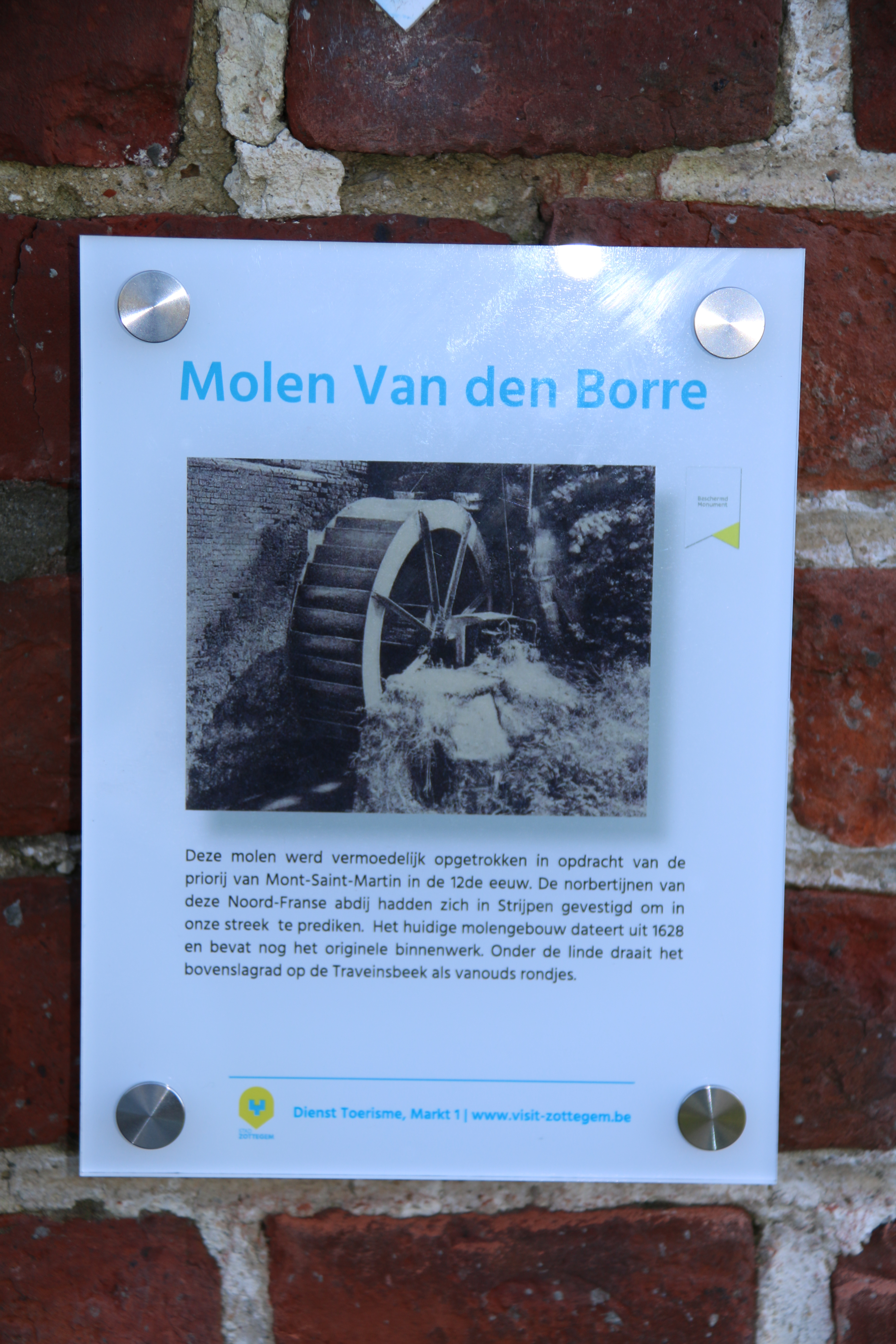